# Nargadaga Desēt
Nargadaga Desēt är en ö i Tanasjön i Etiopien.   Den ligger i regionen Amhara, i den nordvästra delen av landet, 400 km nordväst om huvudstaden Addis Abeba. Arean är 16,0 kvadratkilometer. 